# Saison 2000-2001 de la Jeunesse sportive de Kabylie
Maillots
Chronologie
Saison précédente Saison suivante
Cet article traite de la saison 2000-2001 de la Jeunesse sportive de Kabylie. Les matchs se déroulent essentiellement en Championnat d'Algérie de football 2000-2001, mais aussi en Coupe d'Algérie de football 2000-2001 et en Coupe de la CAF 2000 et Coupe de la CAF 2001.

## Résumé de la saison 2000-2001
La JS Kabylie remporte un nouveau trophée en gagnant la Coupe de la CAF face aux égyptiens d'Ismaily SC ce qui lui permet d'avoir la C1, la C2 et maintenant la C3 africaine dans son riche palmarès.
Elle se qualifie pour les 1/4 de finale de l'édition suivante qui se dérouleront la saison prochaine car la compétition se joue sur l'année civile.
En championnat, le club se hisse sur la plus basse marche du podium, et en Coupe d'Algérie, le club est éliminé dès les 32e de finale par l'USM Alger.

## Mercato estival 2000
Arrivées
- Mohand Larbi
- Hamid Berguiga
- Yassine Amaouche
- Takfarinas Douicher

Départs
- Hakim Medane

## Effectif (2000-2001)
| No | Nom                  | Poste     | Date de naissance | Nationalité |
| -- | -------------------- | --------- | ----------------- | ----------- |
| ?  | Said Kaidi           | Gardien   | 20 janvier 1977   | Algérie     |
| 1  | Lounes Gaouaoui      | Gardien   | 28 septembre 1977 | Algérie     |
| 4  | Noureddine Drioueche | Défenseur | 27 octobre 1973   | Algérie     |
| 3  | Abdelazziz Benhamlat | Défenseur | 22 mars 1974      | Algérie     |
| 20 | Rahim Meftah         | Défenseur | 15 août 1980      | Algérie     |
| 2  | Slimane Raho         | Défenseur | 20 octobre 1975   | Algérie     |
| 5  | Brahim Zafour        | Défenseur | 30 novembre 1977  | Algérie     |
| ?  | Mohand Larbi         | Défenseur | 9 avril 1983      | Algérie     |
| 16 | Nassim Hamlaoui      | Milieu    | 25 février 1981   | Algérie     |
| 8  | Lounes Bendahmane    | Milieu    | 3 avril 1977      | Algérie     |
| 6  | Farouk Belkaid       | Milieu    | 14 novembre 1977  | Algérie     |
| ?  | Hakim Boubrit        | Milieu    | 9 août 1975       | Algérie     |
| ?  | Mohamed Maghraoui    | Milieu    | 30 octobre 1976   | Algérie     |
| ?  | Fawzi Moussouni      | Attaquant | 8 avril 1972      | Algérie     |
| 9  | Hamid Berguiga       | Attaquant | 26 septembre 1974 | Algérie     |
| 11 | Yacine Amaouche      | Attaquant | 26 juin 1979      | Algérie     |
| ?  | Mounir Dob           | Attaquant | 1er février 1974  | Algérie     |
| ?  | Takfarinas Douicher  | Attaquant | 29 avril 1983     | Algérie     |

## Championnat d'Algérie 2000-2001

### Classement
| Pl. | Club           | Points | Joués | V  | E  | D  | bp | bc | +/- |
| --- | -------------- | ------ | ----- | -- | -- | -- | -- | -- | --- |
| 1er | CR Belouizdad  | 62     | 30    | 18 | 8  | 4  | 41 | 21 | +20 |
| 2e  | USM Alger      | 55     | 30    | 15 | 10 | 5  | 51 | 28 | +23 |
| 3e  | JS Kabylie     | 52     | 30    | 16 | 4  | 10 | 47 | 28 | +19 |
| 4e  | USM Blida      | 47     | 30    | 14 | 5  | 11 | 42 | 30 | +12 |
| 5e  | ASM Oran       | 44     | 30    | 12 | 8  | 10 | 38 | 32 | +6  |
| 6e  | USM Annaba     | 42     | 30    | 11 | 9  | 10 | 39 | 33 | +6  |
| 7e  | ES Sétif       | 42     | 30    | 11 | 9  | 10 | 42 | 37 | +5  |
| 8e  | MC Oran        | 41     | 30    | 12 | 5  | 13 | 30 | 33 | -3  |
| 9e  | WA Tlemcen     | 40     | 30    | 12 | 4  | 14 | 32 | 44 | -12 |
| 10e | JSM Béjaïa     | 39     | 30    | 10 | 9  | 11 | 33 | 33 | -   |
| 11e | MO Constantine | 39     | 30    | 11 | 6  | 13 | 31 | 33 | -2  |
| 12e | CA Batna       | 39     | 30    | 11 | 6  | 13 | 28 | 36 | -8  |
| 13e | AS Aïn M'lila  | 37     | 30    | 10 | 7  | 13 | 25 | 37 | -8  |
| 14e | MC Alger       | 36     | 30    | 9  | 9  | 12 | 34 | 43 | -9  |
| 15e | USM El Harrach | 29     | 30    | 7  | 8  | 15 | 24 | 41 | -17 |
| 16e | CS Constantine | 19     | 30    | 4  | 7  | 19 | 17 | 45 | -28 |

|  | Ligue des Champions Africaine, premier tour                                                          |
|  | Coupe de la CAF                                                                                      |
|  | Ligue des Champions Arabe, (#4 et #5)                                                                |
|  | Coupe de la CAF, (Coupe d'Algérie*)                                                                  |
|  | Relégation en Division 2                                                                             |
|  | (T) : Tenants du titre (V): Vice-champions (P) : Promus 2006 (CdA) : Vainqueur de la Coupe d'Algérie |

### Matchs
| Nationale I Journée 1   | JS Kabylie | 1-0 | JSM Bejaïa | Stade du 1er novembre (Tizi Ouzou) |               |
| 7 septembre 2000 16 h 0 |            |     |            | Arbitrage : ?                      | Arbitrage : ? |

| Nationale I Journée 2    | USM El Harrach | 0-3 | JS Kabylie |               |               |
| 14 septembre 2000 16 h 0 |                |     |            | Arbitrage : ? | Arbitrage : ? |

| Nationale I Journée 3    | JS Kabylie | 2-0 | USM Blida | Stade du 1er novembre (Tizi Ouzou) |               |
| 21 septembre 2000 16 h 0 |            |     |           | Arbitrage : ?                      | Arbitrage : ? |

| Nationale I Journée 4  | MC Oran | 1-0 | JS Kabylie |               |               |
| 7 décembre 2000 16 h 0 |         |     |            | Arbitrage : ? | Arbitrage : ? |

| Nationale I Journée 5  | JS Kabylie | 2-2 | MO Constantine | Stade du 1er novembre (Tizi Ouzou) |               |
| 19 octobre 2000 16 h 0 |            |     |                | Arbitrage : ?                      | Arbitrage : ? |

| Nationale I Journée 6   | MC Alger | 0-2 | JS Kabylie |               |               |
| 18 décembre 2000 16 h 0 |          |     |            | Arbitrage : ? | Arbitrage : ? |

| Nationale I Journée 7  | JS Kabylie | 1-0 | CA Batna | Stade du 1er novembre (Tizi Ouzou) |               |
| 2 novembre 2000 16 h 0 |            |     |          | Arbitrage : ?                      | Arbitrage : ? |

| Nationale I Journée 8  | ES Sétif | 4-1 | JS Kabylie |               |               |
| 9 novembre 2000 16 h 0 |          |     |            | Arbitrage : ? | Arbitrage : ? |

| Nationale I Journée 9   | JS Kabylie | 4-0 | CR Belouizdad | Stade du 1er novembre (Tizi Ouzou) |               |
| 25 décembre 2000 16 h 0 |            |     |               | Arbitrage : ?                      | Arbitrage : ? |

| Nationale I Journée 10  | USM Annaba | 1-5 | JS Kabylie |               |               |
| 1er janvier 2001 16 h 0 |            |     |            | Arbitrage : ? | Arbitrage : ? |

| Nationale I Journée 11 | ASM Oran | 1-1 | JS Kabylie |               |               |
| 8 janvier 2001 16 h 0  |          |     |            | Arbitrage : ? | Arbitrage : ? |

| Nationale I Journée 12 | JS Kabylie | 3-0 | AS Aïn M'lila | Stade du 1er novembre (Tizi Ouzou) |               |
| 15 janvier 2001 16 h 0 |            |     |               | Arbitrage : ?                      | Arbitrage : ? |

| Nationale I Journée 13  | CS Constantine | 1-0 | JS Kabylie |               |               |
| 11 décembre 2000 16 h 0 |                |     |            | Arbitrage : ? | Arbitrage : ? |

| Nationale I Journée 14  | JS Kabylie | 2-0 | USM Alger | Stade du 1er novembre (Tizi Ouzou) |               |
| 14 décembre 2000 16 h 0 |            |     |           | Arbitrage : ?                      | Arbitrage : ? |

| Nationale I Journée 15  | WA Tlemcen | 2-1 | JS Kabylie |               |               |
| 21 décembre 2000 16 h 0 |            |     |            | Arbitrage : ? | Arbitrage : ? |

| Nationale I Journée 16 | JSM Bejaïa | 1-1 | JS Kabylie |               |               |
| 20 janvier 2001 16 h 0 |            |     |            | Arbitrage : ? | Arbitrage : ? |

| Nationale I Journée 17 | JS Kabylie | 1-0 | USM El Harrach | Stade du 1er novembre (Tizi Ouzou) |               |
| 29 janvier 2001 16 h 0 |            |     |                | Arbitrage : ?                      | Arbitrage : ? |

| Nationale I Journée 18  | USM Blida | 1-0 | JS Kabylie |               |               |
| 1er février 2001 16 h 0 |           |     |            | Arbitrage : ? | Arbitrage : ? |

| Nationale I Journée 19 | JS Kabylie | 1-0 | MC Oran | Stade du 1er novembre (Tizi Ouzou) |               |
| 8 février 2001 16 h 0  |            |     |         | Arbitrage : ?                      | Arbitrage : ? |

| Nationale I Journée 20 | MO Constantine | 1-2 | JS Kabylie |               |               |
| 15 février 2001 16 h 0 |                |     |            | Arbitrage : ? | Arbitrage : ? |

| Nationale I Journée 21 | JS Kabylie | 4-1 | MC Alger | Stade du 1er novembre (Tizi Ouzou) |               |
| 19 février 2001 16 h 0 |            |     |          | Arbitrage : ?                      | Arbitrage : ? |

| Nationale I Journée 22 | CA Batna | 1-0 | JS Kabylie |               |               |
| 22 février 2001 16 h 0 |          |     |            | Arbitrage : ? | Arbitrage : ? |

| Nationale I Journée 23 | JS Kabylie | 4-1 | ES Sétif | Stade du 1er novembre (Tizi Ouzou) |               |
| 16 mars 2001 16 h 0    |            |     |          | Arbitrage : ?                      | Arbitrage : ? |

| Nationale I Journée 24 | CR Belouizdad | 1-0 | JS Kabylie |               |               |
| 20 mars 2001 16 h 0    |               |     |            | Arbitrage : ? | Arbitrage : ? |

| Nationale I Journée 25 | JS Kabylie | 1-1 | USM Annaba | Stade du 1er novembre (Tizi Ouzou) |               |
| 9 avril 2001 16 h 0    |            |     |            | Arbitrage : ?                      | Arbitrage : ? |

| Nationale I Journée 26 | JS Kabylie | 2-0 | ASM Oran | Stade du 1er novembre (Tizi Ouzou) |               |
| 13 avril 2001 16 h 0   |            |     |          | Arbitrage : ?                      | Arbitrage : ? |

| Nationale I Journée 27 | AS Aïn M'lila | 2-1 | JS Kabylie |               |               |
| 17 avril 2001 16 h 0   |               |     |            | Arbitrage : ? | Arbitrage : ? |

| Nationale I Journée 28 | JS Kabylie | 2-0 | CS Constantine | Stade du 1er novembre (Tizi Ouzou) |               |
| 7 juin 2001 16 h 0     |            |     |                | Arbitrage : ?                      | Arbitrage : ? |

| Nationale I Journée 29 | USM Alger | 3-0 | JS Kabylie |               |               |
| 21 juin 2001 16 h 0    |           |     |            | Arbitrage : ? | Arbitrage : ? |

| Nationale I Journée 30 | JS Kabylie | 0-3 | WA Tlemcen | Stade du 1er novembre (Tizi Ouzou) |               |
| 25 juin 2001 16 h 0    |            |     |            | Arbitrage : ?                      | Arbitrage : ? |

## Coupe de la CAF 2000
Les canaries écrivent à nouveau une des plus belles pages de leur histoire. En effet, ils réalisent un tournoi de haute volée et finissent par remporter ce "premier titre" dans cette troisième compétition africaine.
Ils ont du pour cela, se défaire de la coriace formation égyptienne du Ismaily SC, par la règle des buts marqués à l'extérieur, en ayant arraché le nul en Égypte, à l'aller, sur le score d'un but partout; avant d'avoir concédé le nul ensuite, au retour, à domicile, sur le score vierge de zéro but partout.
La JSK rentre ainsi dans l'histoire du football africain, en ayant gagné la totalité des compétitions africaines.
Elle devient également à ce jour, le seul et unique club algérien à avoir remporté la Coupe d'Afrique des clubs champions (C1), la Coupe d'Afrique des vainqueurs de coupe (C2) et maintenant la Coupe de la CAF (C3).
Cette Coupe de la CAF, de l'édition 2000, qui représente sa première victoire dans cette compétition est également, le cinquième trophée africain de son histoire, après ses deux victoires en Coupe d'Afrique des clubs champions en 1981 et 1990, la Coupe d'Afrique des vainqueurs de coupe en 1995 ainsi que la Supercoupe d'Afrique en 1982 (toutes compétitions africaines confondues).
| Match   | Tour            | Club         | Aller | Total | Retour        | Club       | Match   | Buteur de la JSK             |
| ------- | --------------- | ------------ | ----- | ----- | ------------- | ---------- | ------- | ---------------------------- |
| 75 (05) | Quart de finale | JS Kabylie   | 1-0   | 1-1   | 0-1 (4-1 tab) | ES Sahel   | 76 (06) | Dob                          |
| 77 (07) | Demi-finale     | Heartland FC | 1-1   | 1-2   | 0-1           | JS Kabylie | 78 (08) | Moussouni / Ouniako ( c.s.c) |
| 79 (09) | Finale          | Ismaily SC   | 1-1   | 1-1   | 0-0           | JS Kabylie | 80 (10) | Bendahmane                   |

## Coupe de la CAF 2001
En tant que "championne en titre" de la compétition, la JS Kabylie, entamera cette saison 2000-2001, par une nouvelle participation en Coupe de la CAF.
Il s'agit là de sa deuxième participation à la C3, sa deuxième  consécutive également, mais sa "quatorzième" toute compétitions africaines confondues.
En tant que tenant du titre, la JSK ne joue pas les seizièmes de finale. Le tirage au sort des huitièmes de finales de la compétition, a désigné pour adversaire le club éthiopien du Mebrat Hail.
Elle se défait des Éthiopiens pour se qualifier pour les 1/4 de finale qui se dérouleront la saison prochaine car la compétition se joue sur l'année civile.
| Match   | Tour               | Club       | Aller | Total | Retour | Club        | Match   | Buteurs de la JSK   |
| ------- | ------------------ | ---------- | ----- | ----- | ------ | ----------- | ------- | ------------------- |
| 81 (11) | Huitième de finale | JS Kabylie | 2-0   | 2-1   | 0-1    | Mebrat Hail | 82 (12) | Bendahmane et Abaci |

## Buteurs
| Joueurs             | Championnat | Coupe d'Algérie | Coupe de la CAF | Total |
| ------------------- | ----------- | --------------- | --------------- | ----- |
| Fawzi Moussouni     | 14          | 0               | 1               | 15    |
| Mounir Dob          | 10          | 0               | 1               | 11    |
| Lounés Bendahmane   | 7           | 0               | 2               | 9     |
| Mohamed Reda Abaci  | 7           | 0               | 1               | 8     |
| Farouk Belkaid      | 2           | 1               | 0               | 3     |
| Kheroubi            | 2           | 0               | 0               | 2     |
| Brahim Zafour       | 1           | 0               | 0               | 1     |
| Abdelaziz Benhamlat | 1           | 0               | 0               | 1     |
| Slimane Raho        | 1           | 0               | 0               | 1     |
| Mohamed Meghraoui   | 1           | 0               | 0               | 1     |
| Lahcène Nazef       | 1           | 0               | 0               | 1     |
| Total               | 47          | 1               | 5               | 53    |